# Corella (Spanyolország)
Corella település Spanyolországban, Navarra autonóm közösségben. Corella Alfaro, Castejón, Tudela, Cintruénigo és Fitero községekkel határos. Lakosainak száma 8712 fő (2024).

## Népesség
A település népessége az elmúlt években az alábbi módon változott:
| Lakosok száma | 7047 | 7493 | 7686 | 8031 | 8049 | 7753 | 7640 | 7971 | 8336 | 8712 |
|               | 2001 | 2004 | 2007 | 2009 | 2012 | 2014 | 2017 | 2019 | 2022 | 2024 |